# Вашакмадзе, Джульетта
Джульетта Вашакмадзе (груз. ჯულიეტა ვაშაყმაძე, 14 августа 1933, Тифлис — 27 декабря 2020) — грузинская советская актриса, один из первых работников грузинского телевидения, одним из символов которого считается. Заслуженная артистка Грузинской ССР (1967).

## Биография
Среднее образование получила в Первой женской школе в Тбилиси, которую окончила с золотой медалью в 1952 году и продолжила учёбу в Тбилисском политехническом институте на архитектурном факультете. В 1958 году, студенткой последнего курса по совету Серго Закариадзе поступила в Тбилисский театральный институт, а в 1960 году параллельно с Политехническим институтом окончила актёрский факультет.
Со дня основания Грузинского телевидения, 30 декабря 1956 года, Джульета Вашакмадзе начала работать сначала диктором, а с 1968 года — телекомментатором. В разное время вела новостные, театральные, культурные, социальные и другие телепрограммы. Снималась в кино, была актрисой Государственного театра имени Коте Марджанишвили.
30 декабря 2013 года по случаю 57-й годовщины основания Грузинского телевидения в парке Мтацминда, недалеко от Тбилисской телебашни, первым телеведущим, в том числе Вашакмадзе, была открыта почётная звезда.
Уход из жизни Джульетты Вашакмадзе назван одной из главных потерь 2020 года культуры Грузии

## Фильмография
- 1959 — «Цветок на снегу»
- 1960 — «Папа Гигия»
- 1963 — «Куклы смеются»
- 1968 — «Необыкновенная выставка»

## Личная жизнь
Сын — журналист Георгий Габуния.